# Stomatosuchus
Stomatosuchus ist eine ausgestorbene, kreidezeitliche Gattung sehr großwüchsiger näherer Verwandter der modernen Krokodile mit ungewöhnlich geformtem Schädel. Die fossilen Überreste, ein einzelner, sehr großer Schädel und einige Halswirbel, entstammten der Bahariya-Formation in der östlichen Sahara Ägyptens. Diese Fossilien, das Typusmaterial der einzigen, 1925 vom deutschen Paläontologen Ernst Stromer von Reichenbach beschriebenen Art Stomatosuchus inermis, sind im Zweiten Weltkrieg, im Frühjahr 1944, bei einem Bombenangriff der Alliierten auf München zerstört worden. Seitdem wurde kein weiteres Material gefunden. Daher ist Stomatosuchus heute nur noch durch die Publikationen und Notizen von Stromer und Nopcsa bekannt.

## Merkmale
Der abgeflachte Schädel war fast zwei Meter lang, von denen die einem Entenschnabel ähnelnde Schnauze etwa 4/5 einnahm. Der wie ein langgezogenes „U“ geformte Unterkiefer war extrem schlank, und etwa 30 mal so lang wie hoch. Die beiden Unterkieferäste verliefen, abgesehen von den vordersten Partien nahe der Symphyse, parallel. Die ovalen Zahnfächer im Oberkiefer wiesen eine maximale Länge von 1,5 cm auf. Zähne waren keine überliefert, jedoch lässt sich aus der Größe der Zahnfächer ableiten, dass sie, verglichen mit der Schädellänge, sehr klein gewesen sein müssen. Zum hinteren Ende der Kieferäste hin wurden die Zahnfächer zunehmend kleiner und engständiger und verschmolzen schließlich zu einer Rinne. Die Augen saßen weit oben, relativ nah beieinander auf dem Kopf. Die Gesamtlänge des Tieres, zu dem der von Stromer entdeckte und beschriebene Schädel gehörte, wird auf bis zu 10 Meter geschätzt.

## Verhalten
Stomatosuchus dürfte wegen seines zerbrechlichen Kiefers kaum in der Lage gewesen sein, eine so starke Beißkraft zu entwickeln wie heutige Krokodile. Auch die geringe Größe der Zähne weist darauf hin, dass er sich von Beute ernährt haben muss, die deutlich kleiner war, als er selbst. Er ernährte sich wahrscheinlich von relativ kleinen Fischen, indem er mit offenem Maul im flachen Wasser lauerte und unvorsichtige Fische schnappte, die zu nahe an sein geöffnetes Maul heranschwammen.
Später, im Miozän, hatten die südamerikanischen Kaimane (Mourasuchus und Verwandte) völlig unabhängig von Stomatosuchus eine ganz ähnliche Lebensweise entwickelt.

## Systematik
Stomatosuchus ist die Typusgattung der Familie Stomatosuchidae zu der nach aktueller Definition noch Laganosuchus aus dem Cenoman des westlichen Teils der Sahara (Niger, Marokko) gehört.